# Autoregulace učení
Autoregulace učení je proces řízení vlastního učení, sám učící se subjekt je schopen usměrnit proces učení k dosažení učebních cílů. Zjednodušeně je možné pochopit proces jako schopnost žáka učit se a ovládat své učení. V anglické literatuře najdeme tento proces pod výrazy: self-regulated learning; self-directed learning; self-guided learning; self-managed learning; self-controlled learning. (Pozn.: jejich jemné rozdíly a vzájemné vztahy dosud nebyly zcela jednoznačně definovány.)
Autoregulace (též sebeřízení, či seberegulace) v obecném slova smyslu je považována za jednu ze základních schopností člověka řídit své volné jednání a vědomě usilovat o dosažení stanoveného cíle.

## Oborové přístupy
Na autoregulaci učení lze pohlížet ze dvou směrů:
- Pedagogický směr – obvykle označován pojmem self-direction. Důraz je zde kladen na vnitřní kontrolu a řízení jako protiklad k vnější kontrole a řízení.
- Psychologický směr – obvykle označován pojmem self-regulation. Důležitým prvkem je, že žák se stává aktivním aktérem svého vlastního procesu učení a to po stránce: činnostní, motivační (viz motivace), metakognitivní (tedy reflexivní složka, viz metakognice – schopnost "poznávat, jakým způsobem poznávám"[2]). Žák se snaží dosáhnout určitých cílů, kterými mohou být znalosti, dovednosti, dobré známky, společenské uznání, pracovní uplatnění aj.

## Proces a jeho podmínky
Z praktického hlediska autoregulace učení znamená řízení vlastního učení, je to proces, kdy žák přetváří své mentální schopnosti do dovedností potřebných pro učení. Pro celý proces učení totiž nestačí pouze dokázat vstřebat určité znalosti, vědomosti či dovednosti, ale také vědět, jak to co nejlépe provést – tedy naučit se, jak se co nejlépe učit.
K předpokladům nezbytným k úspěšné autoregulaci patří dovednost:
- řídit vlastní motivaci
- řídit svou pozornost
- řídit své emoce a vůli
- zvládat vlastní neúspěchy
- vhodně plánovat čas a upravit podmínky pro učení

V rámci autoregulace existuje několik dílčích úkolů, které musí žák zvládnout:
- pozorovat sám sebe a své činnosti
- motivovat se k pozitivním změnám
- vyhodnocovat, jakým stylem se učí
- měnit své způsoby učení, aby dostal nový pohled na svět (reflexe)